# Filastereus
Els filastereus (Filasterea) són un agrupament d'eucariotes que inclou Ministeria i Capsaspora.